# 高橋文哉
高橋 文哉（たかはし ふみや、2001年〈平成13年〉3月12日 - ）は、日本の俳優、モデル。埼玉県春日部市出身。A-PLUS所属。

## 来歴
2017年6月に男子高生ミスターコン2017にエントリーし、12月24日に応募者1万人の中からグランプリに選ばれる。
2018年4月12日に放送された日本テレビ『得する人損する人』で地上波初出演し、ウル得マンとの料理対決で勝利を収める。4月18日から22日にシアター1010にて上演された舞台『大正浪漫探偵譚 -六つのマリア像-』にぴょん（宇佐美 登）役として舞台初出演。7月29日から10月14日に放送されたAbemaTV『太陽とオオカミくんには騙されない』に出演。11月25日、第7回 渋谷ストリート・ベストドレッサー賞 渋谷ストリート部門を受賞する。
2019年9月1日から2020年8月30日まで放送された特撮テレビドラマ『仮面ライダーゼロワン』にて、飛電或人 / 仮面ライダーゼロワン役で主演を務める。主役ライダーを務める俳優としては初の21世紀生まれである。
2020年12月18日、映画『劇場版 仮面ライダーゼロワン REAL×TIME』にて、飛電或人 / 仮面ライダーゼロワン役で映画初単独主演を務める。
2021年3月31日、雑誌『A-blue THE Stage』にて、初めて雑誌の単独表紙を飾る。12月16日、女性ファッション誌『ViVi』の人気投票企画「2021年下半期 ViVi国宝級イケメンランキング」NEXT部門で1位を獲得した。　
2022年2月9日、第31回 TV LIFE年間ドラマ大賞 新人賞（『最愛』）で、テレビドラマ賞を初受賞する。7月15日、第32回 ゆうばり国際ファンタスティック映画祭2022 ニューウェーブアワード 男優部門を受賞する。10月4日、高橋文哉 OFFICIAL FANCLUBを開設した。11月3日、雑誌『日経トレンディ』が選ぶ「2023年 来年の顔」に選出される。
2023年1月9日、テレビドラマ『女神の教室〜リーガル青春白書〜』にて、真中信太郎役で月9ドラマに初出演する。6月16日、劇場アニメ『ブラッククローバー 魔法帝の剣』にて、ジェスター・ガランドロス役で劇場アニメに初出演する。7月7日、映画『交換ウソ日記』にて、瀬戸山潤役で恋愛映画初主演を務める。10月20日、テレビドラマ『フェルマーの料理』にて、北田岳役でTBSドラマ・GP帯連続ドラマ初主演を務める。
2024年1月18日、バラエティ番組『ぐるぐるナインティナイン』内のコーナー「グルメチキンレース・ゴチになります!25」で新メンバーに選ばれ、GP帯バラエティ番組に初レギュラー出演する。1月25日、第47回 日本アカデミー賞 新人俳優賞（『交換ウソ日記』）で、映画賞を初受賞する。4月3日から、ラジオ番組『高橋文哉のオールナイトニッポンX』で、毎週水曜日（火曜日深夜）にレギュラーパーソナリティを務める。
2025年2月6日、第49回 エランドール賞 新人賞（TVガイド賞）を受賞した。5月1日、連続テレビ小説『あんぱん』にて、辛島健太郎役で連続テレビ小説に初出演する。8月8日、長編アニメーション映画『クスノキの番人』にて、直井玲斗役で長編アニメーション映画初主演を務めることが発表された。

## 人物
- 3人兄弟の末っ子[30][3]。
- 中学校3年生までバレーボール部に所属していた[31]。
- 趣味はボウリング、ゲーム、ゴルフ、特技は料理[2][3]。動画配信アプリが好き[3]。
- 嫌いな食べ物はゴーヤとピーマン[3]。
- 好きな色は黒、白色、水色[3]。
- 元々は料理人になるのが夢であった[32]。
- 野田鎌田学園高等専修学校の調理高等科を2019年3月に卒業し、調理師免許と高校の卒業資格を取得した[33]。
- 目標の俳優は、窪田正孝[34]。

## 受賞歴
2017年
- 男子高生ミスターコン2017 グランプリ

2018年
- 第7回 渋谷ストリート・ベストドレッサー賞 渋谷ストリート部門

2021年
- 「2021年下半期 ViVi国宝級イケメンランキング」NEXT部門1位

2022年
- 第31回 TV LIFE年間ドラマ大賞 新人賞（『最愛』）
- 第32回 ゆうばり国際ファンタスティック映画祭2022 ニューウェーブアワード 男優部門
- 日経トレンディ「2023年 来年の顔」

2024年
- 第47回 日本アカデミー賞 新人俳優賞（『交換ウソ日記』）

2025年
- 第49回 エランドール賞 新人賞（TVガイド賞）

## 出演
役名の太字は主演作品。

### テレビドラマ
- 仮面ライダーゼロワン（2019年9月1日 - 2020年8月30日、テレビ朝日） - 主演・飛電或人 / 仮面ライダーゼロワン / 仮面ライダーゼロツー / 仮面ライダーアークワン 役[10]
- 先生を消す方程式。（2020年10月31日 - 12月19日、テレビ朝日） - 藤原刀矢 役[35]
- 夢中さ、きみに。（2021年1月8日 - 2月5日、MBS 他5局） - 二階堂明 役[36]
- 着飾る恋には理由があって（2021年4月20日 - 6月22日、TBS） - 秋葉亮 役[37]
- うきわ -友達以上、不倫未満-（2021年8月9日 - 9月27日、テレビ東京） - 佐々木誠 役[38]
- 最愛（2021年10月15日 - 12月17日、TBS） - 朝宮優（情報屋） 役[注釈 3][39][40][41]
- ドクターホワイト（2022年1月17日 - 3月21日、関西テレビ・フジテレビ） - 佐久間新平 役[42][43]
  - ドクターホワイト 特別編（2022年3月28日、関西テレビ・フジテレビ）[44]
- 悪女（わる）〜働くのがカッコ悪いなんて誰が言った?〜（2022年4月13日 - 6月15日、日本テレビ） - 山瀬修 役[45]
- 君の花になる（2022年10月18日 - 12月20日、TBS） - 佐神弾 役[46][47]
- 女神の教室〜リーガル青春白書〜（2023年1月9日 - 3月20日、フジテレビ） - 真中信太郎 役[18][48]
- フェルマーの料理（2023年10月20日 - 12月22日、TBS） - 主演・北田岳 役[注釈 1][22]
- 伝説の頭 翔（2024年7月19日 - 9月6日、テレビ朝日） - 主演・山田達人 / 伊集院翔 役[49][50]
- 連続テレビ小説 あんぱん 第24回 -（2025年5月1日 - 、NHK） - 辛島健太郎 役[27][28]

### 映画
- 仮面ライダーシリーズ（東映）
  - 劇場版 仮面ライダージオウ Over Quartzer（2019年7月26日公開） - 仮面ライダーゼロワン 役[注釈 4]
  - 仮面ライダー 令和 ザ・ファースト・ジェネレーション（2019年12月21日公開） - 主演・飛電或人 / 仮面ライダーゼロワン 役[51][注釈 5]
  - 劇場版 仮面ライダーゼロワン REAL×TIME（2020年12月18日公開） - 主演・飛電或人 / 仮面ライダーゼロワン 役[52]
  - セイバー+ゼンカイジャー スーパーヒーロー戦記（2021年7月22日公開） - 飛電或人 / 仮面ライダーゼロワン 役[53]
- かぐや様は告らせたい〜天才たちの恋愛頭脳戦〜ファイナル（2021年8月20日公開、東宝） - 荻野コウ 役[54]
- DIVOC-12『死霊軍団 怒りのDIY』（2021年10月1日公開、ソニー・ピクチャーズ エンタテインメント） - サイトー 役[55]
- 牛首村（2022年2月18日公開、東映） - 倉木将太 役[56][57][58]
- 交換ウソ日記（2023年7月7日公開、松竹） - 主演・瀬戸山潤 役[59]
- 劇場版 君と世界が終わる日に FINAL（2024年1月26日公開、東宝） - 柴崎大和 役[60]
- からかい上手の高木さん（2024年5月31日公開、東宝） - 西片 役[61]
- ブルーピリオド（2024年8月9日公開、ワーナー・ブラザース映画） - ユカちゃん（鮎川龍二） 役[62]
- あの人が消えた（2024年9月20日公開、TOHO NEXT） - 主演・丸子夢久郎 役[63][64]
- 少年と犬（2025年3月20日公開、東宝） - 主演・中垣和正 役[65][66][注釈 6]
- 夏の砂の上（2025年7月4日公開、アスミック・エース） - 立山 役[67]

### 劇場アニメ
- ブラッククローバー 魔法帝の剣（2023年6月16日公開、松竹ODS事業室） - ジェスター・ガランドロス 役[19][20]
- クスノキの番人（2026年1月30日公開予定、アニプレックス） - 主演・直井玲斗 役[29]

### バラエティ番組
- ＃ジューダイ（2018年9月・10月・2019年1月・3月・4月、NHK Eテレ）
- ぐるぐるナインティナイン（日本テレビ） - 「グルメチキンレース・ゴチになります!」レギュラー
  - パート25（2024年1月18日 - 12月31日）[23]
  - パート26（2025年1月16日 - )[68]

### 情報番組
- あさチャン! （2021年6月1日 - 22日、TBS） - マンスリープレゼンター[69]
- めざましテレビ（2022年2月7日 - 28日、フジテレビ） - マンスリーエンタメプレゼンター[70]

### 語学番組
- 世界にログイン NHKゴガク「ハングルッ!ナビ」（2023年4月6日 - 2024年3月28日、NHK Eテレ） - 生徒 役[71]

### 舞台
- 大正浪漫探偵譚製作委員会『大正浪漫探偵譚 -六つのマリア像-』（2018年4月18日 - 22日、シアター1010） - ぴょん（宇佐美登） 役[72][73][74]
- CoRich舞台芸術!×株式会社WAREプロデュース『いきなり本読み!in EX THEATER ROPPONGI』（2024年9月3日、EX THEATER ROPPONGI）[75]

### CM
- 三菱食品「かむかむレモン」（2019年7月 - 8月）
- バンダイナムコエンターテインメント「仮面ライダー シティウォーズ」（2019年） - ナレーション[76]
- 大塚製薬「オロナミンCドリンク」（2020年4月28日 - ）
- チヨダ「買ったばかりの靴篇」（2021年3月18日 - 4月4日）[77]
- ファイントゥデイ「シーブリーズ」（2022年3月24日 - ）[78]
- クラレ「きっと明日も、ハレ、クラレ。」（2022年4月1日 - ）[79]
- ブルボン「濃厚チョコブラウニー」（2023年3月30日 - ）[80]
- アリナミン製薬「ベンザブロック プレミアム」（2023年10月4日 - ）[81]
- 花王「SOFINA iP」（2023年12月1日 - ）[82]
- ユニバーサルミュージック「#ぼくらの春曲キャンペーン」（2024年3月1日 - ）[83]
- 東京シティ競馬（2024年4月17日 - ）[84]
- SBSグループ「EC物流お任せくん」（2024年7月29日 - ）[85]
- ミツカン「プロが使う味 白だし」（2024年11月16日 - ）[86]
- はるやま商事「褒められスーツ」（2025年1月17日 - ）[87][88]
- 日本コカ・コーラ「やかんの麦茶 from 爽健美茶」（2025年4月14日 - ）[注釈 7][89][90]
- すき家「バターチキンソースカレー」（2025年8月8日 - ）[91]

### Web番組
- 男子高生ミスターコンTV（2017年10月 - 12月、AbemaTV）
- 太陽とオオカミくんには騙されない（2018年7月29日 - 10月14日、AbemaTV）[8]
  - 番外編『太陽とオオカミくんには騙されない』 #1.5 ふみや編（2018年7月29日、AbemaTV）
- GACKTプロデュース!POKER×POKER〜業界タイマントーナメント（2019年3月22日 - 4月12日、AbemaTV）[92][93]

### Webドラマ
- ふたりぼっち（2019年2月13日 - 3月16日、Twitter）[94] - 丸目三鶴 役
- 仮面ライダーゼロワンYouTubeスピンオフ 奇跡の転身!? アルトVS.腹筋崩壊太郎 宿命のギャグバトル！（2020年3月29日、東映特撮YouTube Official） - 主演・飛電或人 役[95]
- 頼田朝日の方程式。-最凶の授業-（2020年10月31日 - 12月19日、AbemaTV） - 藤原刀矢 役[96][97]
- 着飾らない恋には理由があって（2021年4月20日 - 6月22日、Paravi） - 秋葉亮 役[37]
- うきわ -他人以上、友達未満-（2021年8月9日 - 9月27日、Paravi） - 佐々木誠 役 [98]
- 僕らが殺した、最愛のキミ（2021年9月17日 - 10月8日、TELASA） - 主演・小林零 役[注釈 8][99]
- 悪男（わる）〜恋する男がカッコ悪いなんて誰が言った?〜（2022年6月1日 - 15日、TVer） - 山瀬修 役[100]
- 頭たちの仁義なき頭脳戦（2024年8月3日 - 9月7日、TELASA） - 主演・山田達人 / 伊集院翔 役[101]
- もうひとつのクレヨンしんちゃん やかんの家族だゾ！（2025年4月9日 - 、「やかんの麦茶」公式Instagram / コカ・コーラ公式YouTube） - 野原しんのすけ 役[89][90][102][103]
- 縦型ドラマレーベル「FANFARE」第1弾『少しでも力になれるなら』（配信日未定、YouTube） - 主演[注釈 9][104]

### Webアニメ
- 仮面ライダーゼロワン ショートアニメ EVERYONE'S DAILY LIFE 第1話・5話（2020年7月23日・2021年2月1日、東映特撮ファンクラブ） - 飛電或人 役

### オリジナルビデオ
- 仮面ライダーシリーズ
  - てれびくん超バトルDVD 仮面ライダーゼロワン『カンガルーからナニが飛び出す?ソンナの自分でカンガルー!はい、或人じゃないと!!』（2019年12月26日） - 主演・飛電或人 / 仮面ライダーゼロワン 役[105]
  - ゼロワン Others 仮面ライダー滅亡迅雷（2021年7月14日） - 飛電或人 役[106]
  - ゼロワン Others 仮面ライダーバルカン&バルキリー（2021年11月10日） - 飛電或人 役[106]

### ミュージック・ビデオ
- 橋本裕太『ボクラセダイ』（2019年2月27日 - ）[107]
- GReeeeN『たけてん』（2021年6月10日 - ）[108]

### テレビアニメ
- アニメ カピバラさん（2020年10月9日 - 2021年3月19日、テレビ東京） - ナレーション[109][注釈 10]

### ラジオ番組
- 高橋文哉のオールナイトニッポンX（2022年5月27日 - 、ニッポン放送） - レギュラーパーソナリティ[注釈 11][110][111][112]

### ゲーム
- 仮面ライダーバトル ガンバライジング（2019年9月、アーケード） - 仮面ライダーゼロワン[113] / 仮面ライダーゼロツー / 仮面ライダーアークワン[114] 役
- 仮面ライダー シティウォーズ（2019年、Android/iOS） - 仮面ライダーゼロワン 役[115]
- 仮面ライダー ブットバソウル（2019年9月、アーケード） - 飛電或人 / 仮面ライダーゼロワン 役[116]
- KAMEN RIDER memory of heroez（2020年10月29日、PlayStation 4 / Nintendo Switch） - 仮面ライダーゼロワン / 仮面ライダーゼロツー 役[117]
- 仮面ライダーバトル ガンバレジェンズ（2023年、アーケード） - 仮面ライダーゼロワン / 仮面ライダーゼロツー / 仮面ライダーアークワン 役

### モデル
- emione イメージモデル（2019年）
- EAST BOY イメージモデル（2019年）
- GU 2022年秋冬コレクション イメージキャラクター（2022年）[118]
- UGG シーズンキャンペーンクリエイティブ（2023年）[119]
- 花王『SOFINA iP』ブランドパーソン（2023年 - ) [120]
- 東京シティ競馬 イメージキャラクター（2024年）[121]
- 文春文庫 秋100ベストセレクション イメージキャラクター（2024年）[122]

### ランウェイ
- 神戸コレクション
  - 神戸コレクション 2019 SPRING/SUMMER -ガールズフェスティバル-（2019年3月3日、ワールド記念ホール）[123][124]
- 関西コレクション
  - KANSAI COLLECTION 2019 SPRING & SUMMER-（2019年3月17日、京セラドーム大阪）[125][126]
- 東京ガールズコレクション
  - TOKYO GIRLS COLLECTION 2019 AUTUMN/WINTER-（2019年9月7日、さいたまスーパーアリーナ）[127]
  - TOKYO GIRLS COLLECTION 2020 SPRING/SUMMER-（2020年2月29日、国立代々木競技場第一体育館）[128]
  - TOKYO GIRLS COLLECTION 2020 AUTUMN/WINTER-（2020年9月5日、さいたまスーパーアリーナ）[129]
  - TOKYO GIRLS COLLECTION 2021 SPRING/SUMMER-（2021年2月28日、国立代々木競技場第一体育館）[130]
  - TOKYO GIRLS COLLECTION 2022 SPRING/SUMMER-（2022年3月21日、国立代々木競技場第一体育館）[131]
  - TOKYO GIRLS COLLECTION 2022 AUTUMN/WINTER-（2022年9月3日、さいたまスーパーアリーナ）[132]
  - TOKYO GIRLS COLLECTION 2023 AUTUMN/WINTER-（2023年9月2日、さいたまスーパーアリーナ）[133]
  - 麻生専門学校グループ presents TGC KUMAMOTO 2025 by TOKYO GIRLS COLLECTION（2025年4月12日、グランメッセ熊本）[134]
  - TOKYO GIRLS COLLECTION 2025 AUTUMN/WINTER（2025年9月6日〈予定〉、さいたまスーパーアリーナ）[135]
- GirlsAward
  - Rakuten GirlsAward 2019 AUTUMN/WINTER-（2019年9月28日、幕張メッセ）[136]
  - Rakuten GirlsAward 2022 AUTUMN/WINTER-（2022年10月8日、幕張メッセ）[137]
  - Rakuten GirlsAward 2023 SPRING/SUMMER-（2023年5月4日、国立代々木競技場第一体育館）[138]
  - Rakuten GirlsAward 2023 AUTUMN/WINTER（2023年9月30日、幕張メッセ）[139]

### 玩具
- 仮面ライダーゼロワン DXヒューマギアモジュール（2020年4月） - 飛電或人 役
- 仮面ライダーゼロワン DXゼロツープログライズキー&ゼロツードライバーユニット（2020年6月13日） - 飛電或人 役
- 仮面ライダーゼロワン DXメモリアルプログライズキーセット SIDE 飛電インテリジェンス（2020年12月5日） - 飛電或人 役
- 仮面ライダーゼロワン 変身ベルト DXアークドライバー（2020年12月10日） - 飛電或人 役

## 書籍

### 写真集
- 高橋文哉 1st写真集『架け橋』（2020年12月26日、ワニブックス）[140]ISBN 978-4-8470-8334-1

### 雑誌連載
- TV LIFE『食de世界旅行』（2021年4月23日号 - 2022年6月24日号、ワン・パブリッシング）連載
- SODA『FUMIYAのカメラ月記』（2021年7月号 - 2024年7月号 、ぴあ）連載
- 日経エンタテインメント!『未来へのスイッチ』（2022年7月号 - 、日経BP）連載[141]

### カレンダー
- 高橋文哉 2021年カレンダー（2020年11月14日、トライエックス）
- 高橋文哉 2022年カレンダーセット（2021年11月28日、スクロール）[142]
- FUMIYA TAKAHASHI 2024 CALENDAR（2024年3月12日、幻冬舎）[143]
- Fumiya Takahashi 2025/04-2026/03 Calendar（2025年3月12日、幻冬舎）[144]